# Skate Canada International de 1985
O Skate Canada International de 1985 foi a décima segunda edição do Skate Canada International, um evento anual de patinação artística no gelo organizado pelo Skate Canada. A competição foi disputada na cidade de London, Ontário, Canadá.

## Eventos
- Individual masculino
- Individual feminino
- Duplas
- Dança no gelo

## Medalhistas
| Evento                        | Ouro                                                  | Prata                                                   | Bronze                                    |
| Individual masculino detalhes | Jozef Sabovčík · Tchecoslováquia                      | Scott Williams · Estados Unidos                         | Grzegorz Filipowski · Polônia             |
| Individual feminino detalhes  | Caryn Kadavy · Estados Unidos                         | Elizabeth Manley · Canadá                               | Patricia Neske · Alemanha Ocidental       |
| Duplas detalhes               | Ekaterina Gordeeva · Sergei Grinkov · União Soviética | Veronika Pershina · Marat Akbarov · União Soviética     | Denise Benning · Lyndon Johnston · Canadá |
| Dança no gelo detalhes        | Renée Roca · Donald Adair · Estados Unidos            | Olga Volozhinskaya · Alexander Svinin · União Soviética | Kathrin Beck · Christoff Beck · Áustria   |

## Resultados

### Individual masculino
| Pos.              | Nome                | Nacionalidade   |
| ----------------- | ------------------- | --------------- |
| Medalha de ouro   | Jozef Sabovčík      | Tchecoslováquia |
| Medalha de prata  | Scott Williams      | Estados Unidos  |
| Medalha de bronze | Grzegorz Filipowski | Polônia         |
| 4                 | Neil Paterson       | Canadá          |
| 5                 |                     |                 |
| 6                 | Frederic Harpages   | França          |
| 7                 |                     |                 |
| 8                 | Andre Bourgeois     | Canadá          |
| ...               |                     |                 |

### Individual feminino
| Pos.              | Nome             | Nacionalidade      |
| ----------------- | ---------------- | ------------------ |
| Medalha de ouro   | Caryn Kadavy     | Estados Unidos     |
| Medalha de prata  | Elizabeth Manley | Canadá             |
| Medalha de bronze | Patricia Neske   | Alemanha Ocidental |
| 4                 | Charlene Wong    | Canadá             |
| 5                 |                  |                    |
| 6                 | Rosmarie Sakic   | Canadá             |
| ...               |                  |                    |

### Duplas
| Pos.              | Nome                                | Nacionalidade   |
| ----------------- | ----------------------------------- | --------------- |
| Medalha de ouro   | Ekaterina Gordeeva / Sergei Grinkov | União Soviética |
| Medalha de prata  | Veronika Pershina / Marat Akbarov   | União Soviética |
| Medalha de bronze | Denise Benning / Lyndon Johnston    | Canadá          |
| 4                 | Katy Keely / Joseph Mero            | Estados Unidos  |
| 5                 | Christine Hough / Doug Ladret       | Canadá          |
| ...               |                                     |                 |

### Dança no gelo
| Pos.              | Nome                                  | Nacionalidade   |
| ----------------- | ------------------------------------- | --------------- |
| Medalha de ouro   | Renée Roca / Donald Adair             | Estados Unidos  |
| Medalha de prata  | Olga Volozhinskaya / Alexander Svinin | União Soviética |
| Medalha de bronze | Kathrin Beck / Christoff Beck         | Áustria         |
| 4                 | Karyn Garossino / Rod Garossino       | Áustria         |
| 5                 | Klára Engi / Attila Tóth              | Hungria         |
| 6                 |                                       |                 |
| 7                 |                                       |                 |
| 8                 | Jo-Anne Borlase / Scott Chalmers      | Canadá          |
| ...               |                                       |                 |

## Quadro de medalhas
| Ordem | País               | Medalha de ouro | Medalha de prata | Medalha de bronze |    | Ordem por total |
| ----- | ------------------ | --------------- | ---------------- | ----------------- | -- | --------------- |
| 1     | Estados Unidos     | 2               | 1                |                   | 3  | 1               |
| 2     | União Soviética    | 1               | 2                |                   | 3  | 1               |
| 3     | Tchecoslováquia    | 1               |                  |                   | 1  | 4               |
| 4     | Canadá             |                 | 1                | 1                 | 2  | 3               |
| 5     | Alemanha Ocidental |                 |                  | 1                 | 1  | 4               |
| 5     | Áustria            |                 |                  | 1                 | 1  | 4               |
| 5     | Polônia            |                 |                  | 1                 | 1  | 4               |
| TOTAL | TOTAL              | 4               | 4                | 4                 | 12 | —               |